# Вили Орбан
Вили Тамаш Орбан (мађ. Orbán Vilmos Tamás) (Кајзерслаутерн, 3. новембар 1992) је мађарски професионални фудбалер који игра за фудбалски клуб РБ Лајпциг у Бундеслиги Немачке и репрезентацију Мађарске на позицијама одбрамбеног играча.
Орбан је рођен и одрастао у Кајзерслаутерну, у области Рајна-Палатинат, Немачка од оца Мађара и мајке пољског порекла.  Међутим, његови родитељи су се растали када је имао две године, остављајући мајку да одгаја њега и његову сестру Сандру. Док је одрастао, Орбан је рекао: „Кад сам био клинац код куће, све сам гађао својим фудбалом. Неколико ваза за цвеће и флаша, ништа дивље, али било је довољно да је мама рекла да он има превише енергије, више волимо да га ставимо у фудбалски клуб. И тако је било и урађено.” Открио је да му је отац у младости био мајстор каратеа. Због свог оца Мађара, Орбан има мађарски пасош. Орбан је похађао средњу школу Хајнрих Хајне у Кајзерслаутерну. Ван фудбала, Орбан је љубитељ класичне музике и свира виолину.

## Каријера

### Кајзерслаутерн
Вили је почео да игра фудбал у омладинском погону Кајзерслаутерна, након чега је 2011. године потписао први професионални уговор са овим клубом.
Дана 27. августа 2011. Орбан је дебитовао у првом тиму на утакмици Бундеслиге против минхенског Бајерна, ушавши као замена у 87. минуту уместо Атанасиоса Петоса. Након испадања Кајзерслаутерна у другу ниво Бундеслиге, Орбан је почео да добија све више времена на терену и убрзо је постао стандардни првотимац. 2015. године изабран је за капитена тима.

### Лајпциг
Пред почетак сезоне 2015/16 Орбан је прешао у РБ Лајпциг, што је изазвало буру негодовања навијача Кајзерслаутерна. За нови клуб је дебитовао у првом колу 25. јула 2015. против Франкфурта, наступивши у стартној постави. До краја сезоне, Орбан је одиграо 32 меча од 34 могућа, поставши стандардни играч прве поставе, и заједно са тимом изборио право да игра у Бундеслиги за следећу сезону.

## Репрезентација
Орбан је био укључен у наступе немачког омладинског тима у пријатељским утакмицама. Дана 13. новембра 2014. дебитовао је у сусрету са Холандијом, ушао је као замена у 83. минуту уместо Кристијана Гинтера. Шест месеци касније, 27. марта 2014. године, играо је на утакмици против Италије, а на терену је изашао у стартној постави и одиграо цео меч без замене.
Вили има и мађарско држављанство, што му даје право да игра за репрезентацију ове земље. Пошто је Орбанова мајка Пољакиња, Вили такође није искључио могућност да игра за пољски тим.

## Достигнућа

### Репрезентација
Ажурирано утакмице игране до 7. септембра 2023.
| Репрезентација | Година | Ута | Голови |
| -------------- | ------ | --- | ------ |
| Мађарска       | 2018   | 4   | 1      |
| Мађарска       | 2019   | 8   | 2      |
| Мађарска       | 2020   | 6   | 1      |
| Мађарска       | 2021   | 10  | 1      |
| Мађарска       | 2022   | 9   | 0      |
| Мађарска       | 2023   | 5   | 1      |
| Укупно         | Укупно | 42  | 6      |

 Код резултата прво се наводе кад је постигао гол па укупан резултат утакмице.
| Бр. | Датум              | Стадион                              | Противник  | Рез.  | Кр. рез. | Такмичење                         |
| --- | ------------------ | ------------------------------------ | ---------- | ----- | -------- | --------------------------------- |
| 1.  | 15. новембар 2018. | Групама арена, Будимпешта, Мађарска  | Естонија   | 1 : 0 | 2 : 0    | Лига нација 2018/19.              |
| 2.  | 8 June 2019.       | Нефтчи арена, Баку, Азербејџан       | Азербејџан | 1–0   | 3 : 1    | Квалификације за ЕП 2020.         |
| 3.  | 8 June 2019.       | Нефтчи арена, Баку, Азербејџан       | Азербејџан | 2–0   | 3 : 1    | Квалификације за ЕП 2020.         |
| 4.  | 8 October 2020.    | Васил Левски, Софија, Бугарска       | Бугарска   | 1 : 0 | 3 : 1    | Квалификације за ЕП 2020. плеј-оф |
| 5.  | 25 March 2021.     | Пушкаш арена, Будимпешта, Мађарска   | Пољска     | 3 : 2 | 3 : 3    | Квалификације за СП 2022.         |
| 6.  | 7 September 2023.  | Стадион Рајко Митић, Београд, Србија | Србија     | 2 : 1 | 2 : 1    | Квалификације за ЕП 2024.         |

## Лајпциг
Куп Немачке2021/22, 2022/23.
Суперкуп Немачке2023.
Индивидуално
Кикеров идеални тим сезоне: 2018/19.